# Expulsão de Allen Ginsberg

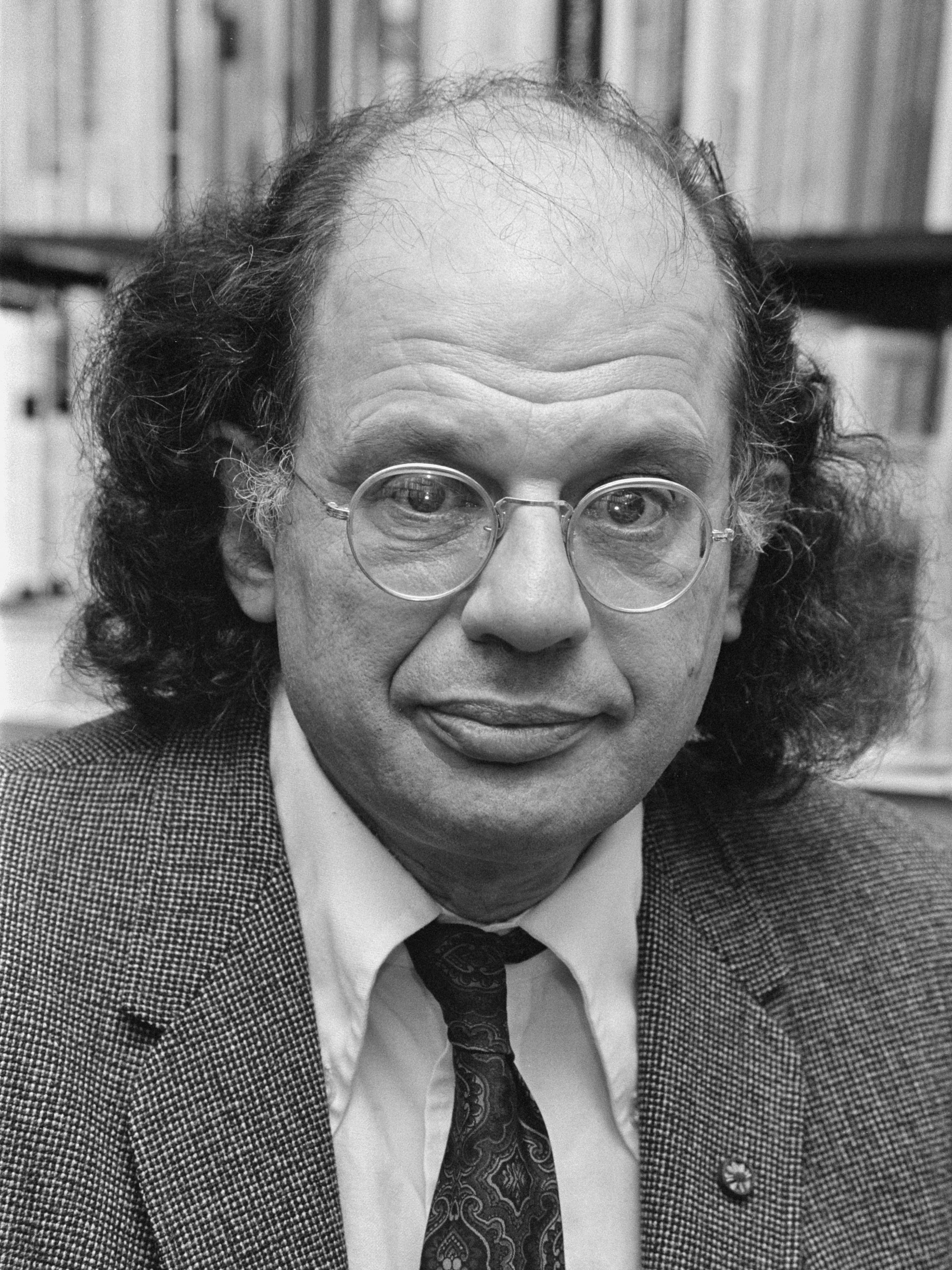
Allen Ginsberg

Foi a expulsão do poeta Allen Ginsberg de Cuba em 1965 por suas denúncias sobre a perseguição aos homossexuais..

## El Puente
El Puente era uma revista nascida em 1961 por um grupo de jovens que proclamavam
A consciência dos jovens poetas de uma poesia que reflete a comunidade de pessoas com outras pessoas, pessoas que existem, imaginam e raciocinam.
A revista não foi bem recebida sendo acusada por alguns comunistas de representar mal os jovens "incubados pela fração mais dissoluta e negativa de sua geração".Em resposta a estes ataques, Ana María Simó, que pertencia ao referido grupo, diria:
Dissoluto é sinônimo de dissipado, licencioso, vicioso e libertino. É uma qualificação de tipo moral (em seu sentido mais restrito, inclui moralidade sexual). Caracterizar um grupo de escritores com essa palavra é um ato de traição intelectual.

## Convite para Ginsberg e chegada a Cuba
Allen Ginsberg foi convidado por Haydée Santamaría a Cuba para ser membro do júri do “Premio Casa de las Américas” em agradecimento pelo apoio que havia demonstrado à revolução cubana.
Uma vez em Cuba, Allen Ginsberg se encontra em um bar com os poetas José Mario Rodríguez e Manuel Ballagas, ambos do grupo El Puente, que contam a Ginsberg sobre as operações para prender homossexuais e enviá-los às Unidades Militares de Ajuda à Produção (UMAP).

## Escândalo
Ciente das políticas comunistas, Ginsberg queixa-se ao Departamento de Assuntos Sociais e a alguns funcionários de que está prendendo "homossexuais" por causa de suas roupas.

Em seu diário, Ginsberg registraria:
Talvez Che Guevara ou Raúl ou outra pessoa no final também goste de meninos, quem sabe ou quem se importa.
Suas palestras eram canceladas toda vez que ele falava de sua homossexualidade, embora em uma ele dissesse que se masturbava pensando em Fidel Castro.

## Expulsão
Poucos dias antes da expulsão de Ginsberg, José Mario Rodríguez relatou sua prisão junto com Manuel Ballagas: 
Fomos detidos abruptamente em uma rua próxima ao teatro, forçados a entrar em um carro escuro e levados a uma delegacia. Alguns conhecidos que viram a operação imediatamente notificaram o administrador da UNEAC, que apareceu na delegacia. Mesmo assim, os interrogatórios duraram uma noite - fomos libertados pela manhã - e fomos formalmente acusados do crime de "andar com estrangeiros". Em poucos dias, Ginsberg foi expulso do país. 
De acordo com uma entrevista realizada em 1972 pelo jornalista Allen Young, Ginsberg lembra:
Eu estava no quarto do hotel quando três soldados uniformizados silenciosos entraram na companhia de um oficial. Ele disse que era o chefe da imigração, que eu tinha que fazer as malas e que seria deportado no próximo avião para Praga. (…) Eles me levaram para o aeroporto. No caminho, perguntei por que eles estavam me deportando. O oficial respondeu: "Por quebrar as leis de Cuba". E perguntei de novo: "Que leis?" Ele disse: "Pergunte a si mesmo"
Ele foi colocado em um avião com destino à Checoslováquia. A mídia cubana noticiou que ele havia sido expulso por "fumar maconha que trouxe dos decadentes Estados Unidos".
Seu amigo, o poeta José Mario Rodríguez, seria preso dezessete vezes e finalmente levado para uma UMAP, onde passaria três meses.